# Cryptocephalus cordiger
Cryptocephalus cordiger is een keversoort uit de familie van de bladkevers (Chrysomelidae). De wetenschappelijke naam van de soort werd in 1758 gepubliceerd door Carl Linnaeus in de tiende editie van Systema naturae.